# کلیسای متخی
کلیسای متخی (گرجی: მეტეხის ღვთისმშობლის შობის ტაძარი) یک کلیسای ارتدکس گرجی است که در تفلیس گرجستان قرار دارد.
این کلیسا که در قرن ۱۳ میلادی در زمان پادشاهی متحد گرجستان ساخته شده در کنار رود کر در جنوب تفلیس قرار دارد.

## نگارخانه

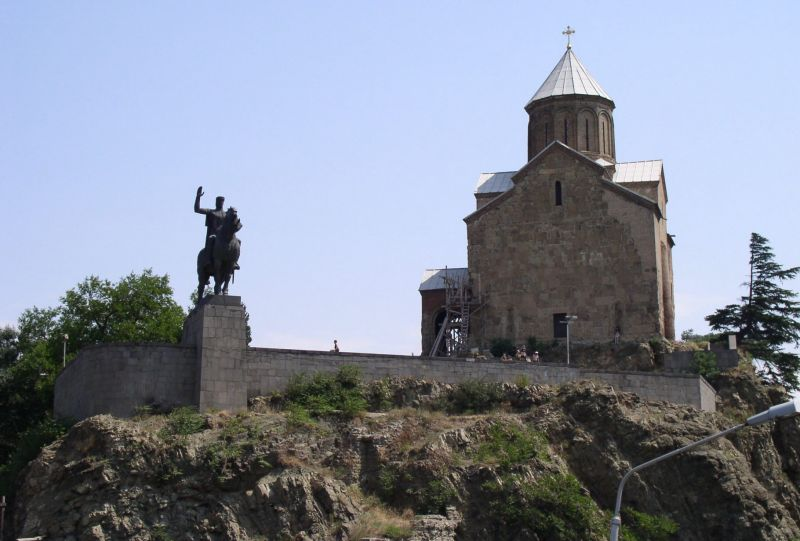
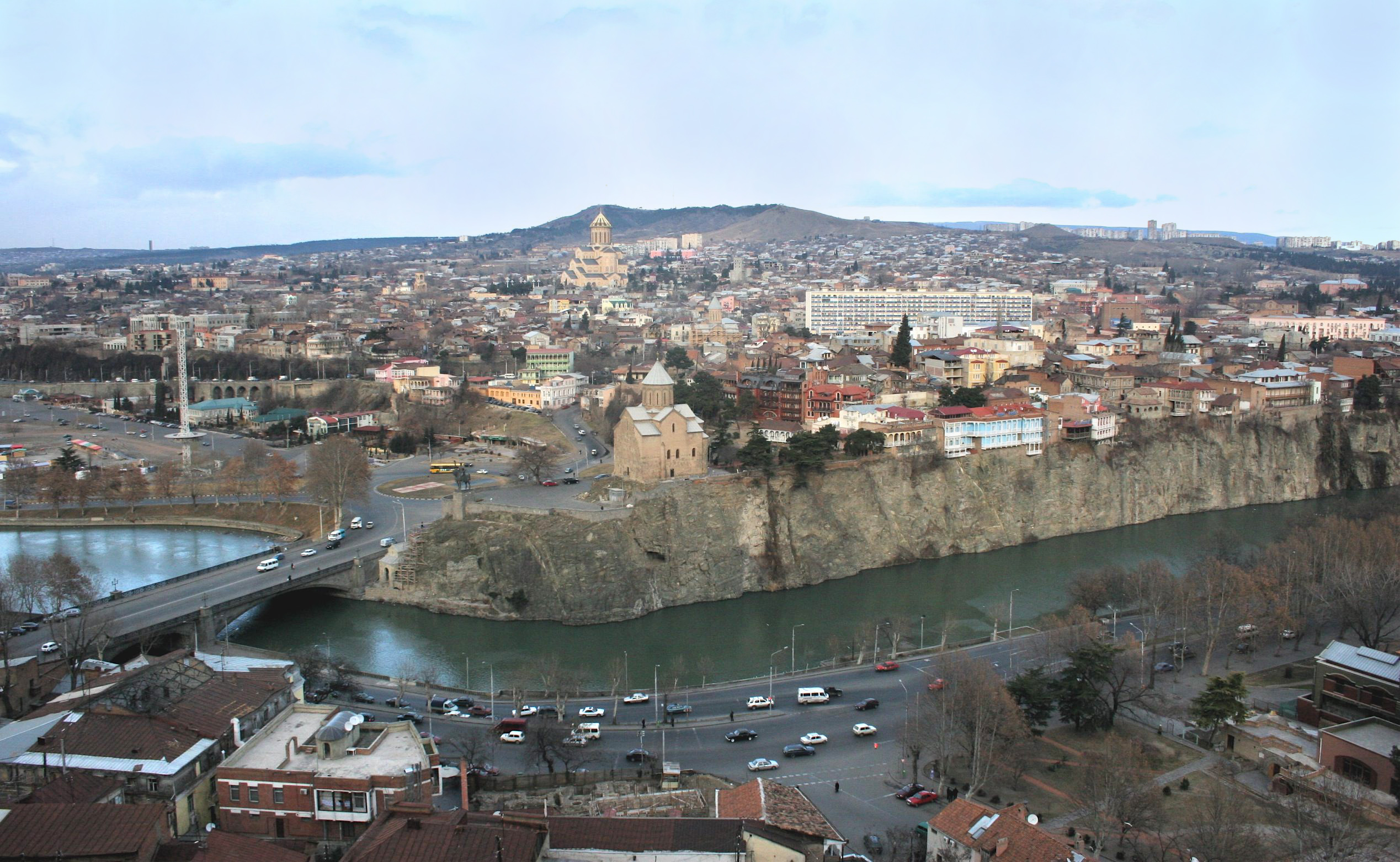
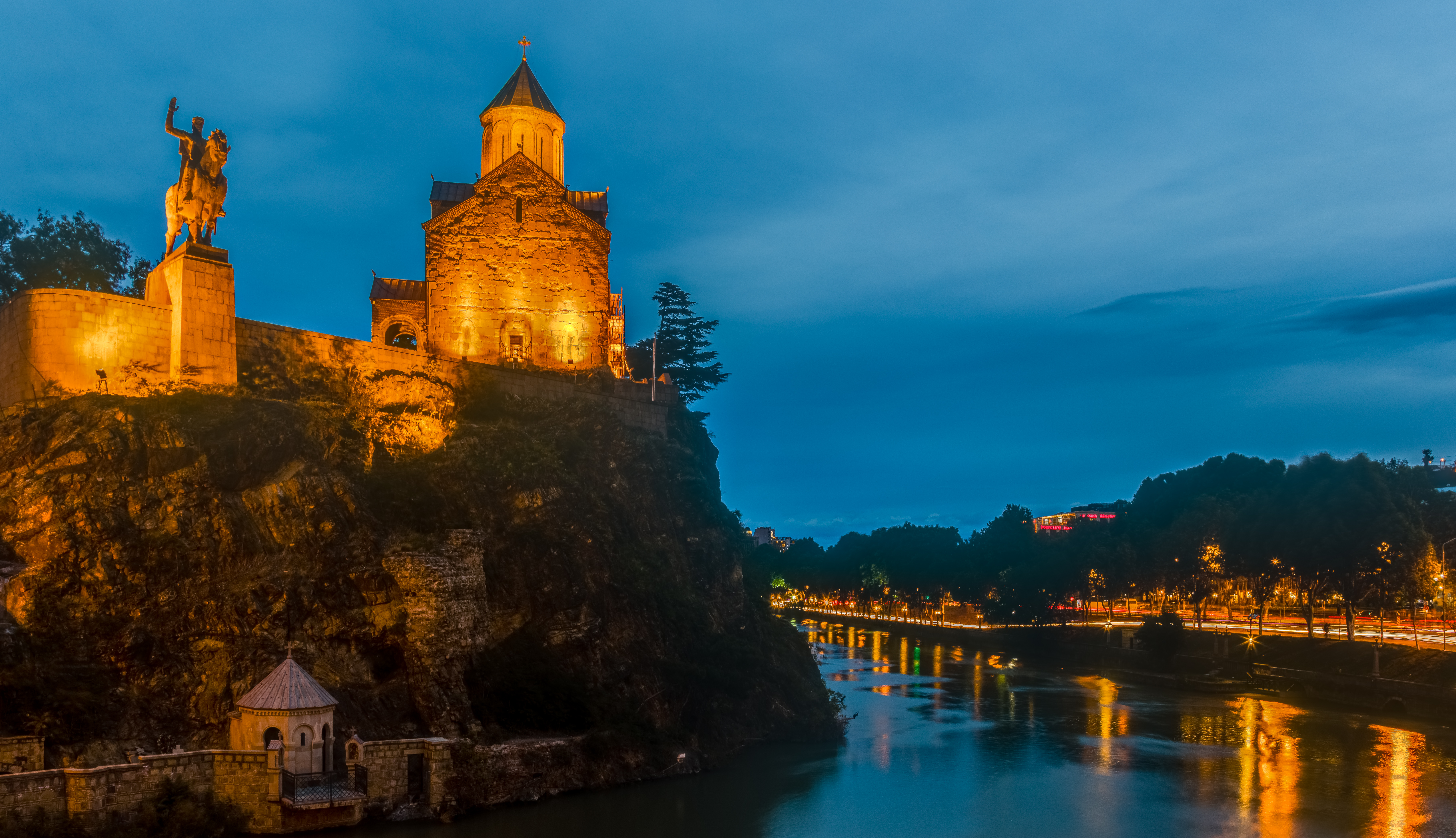
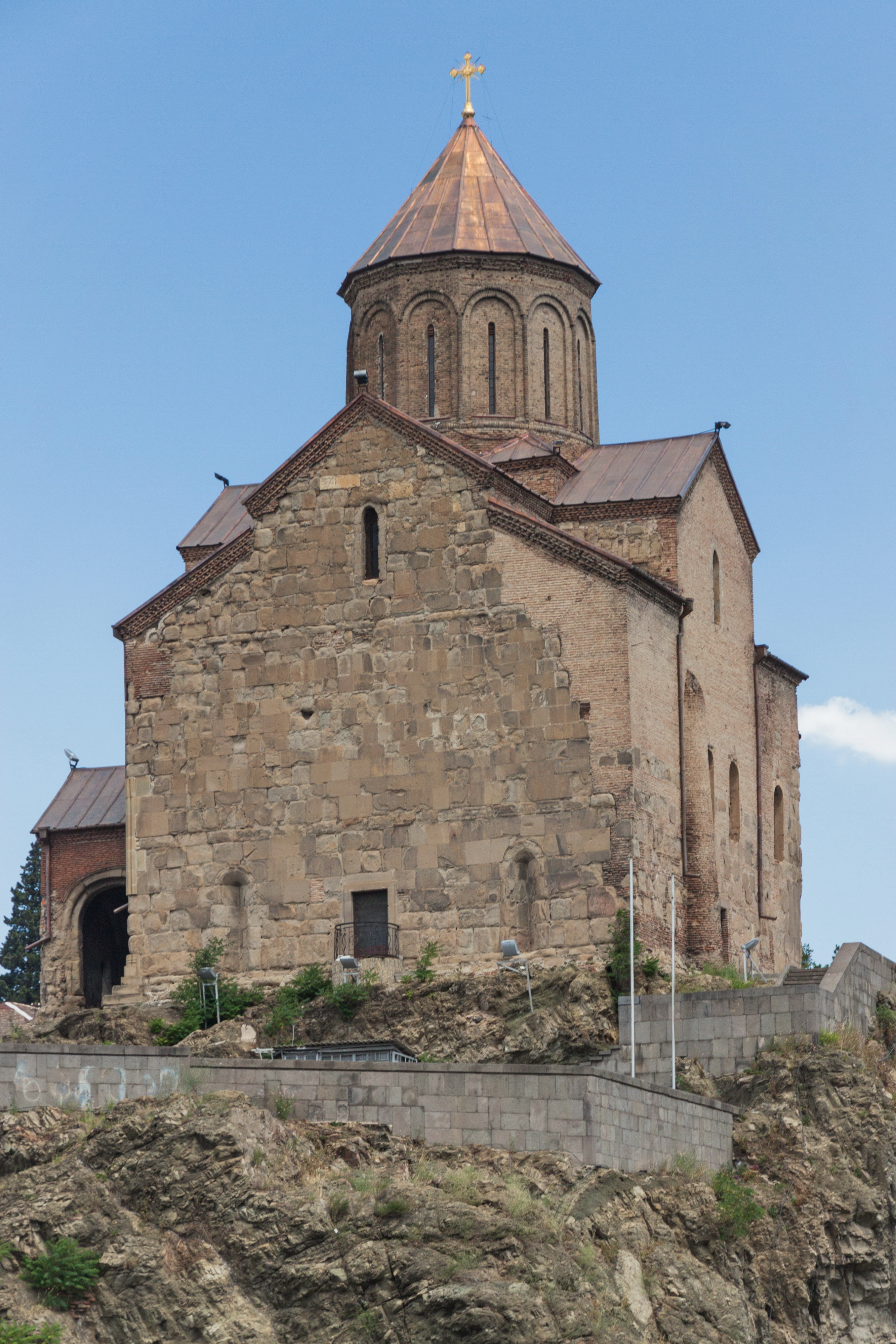
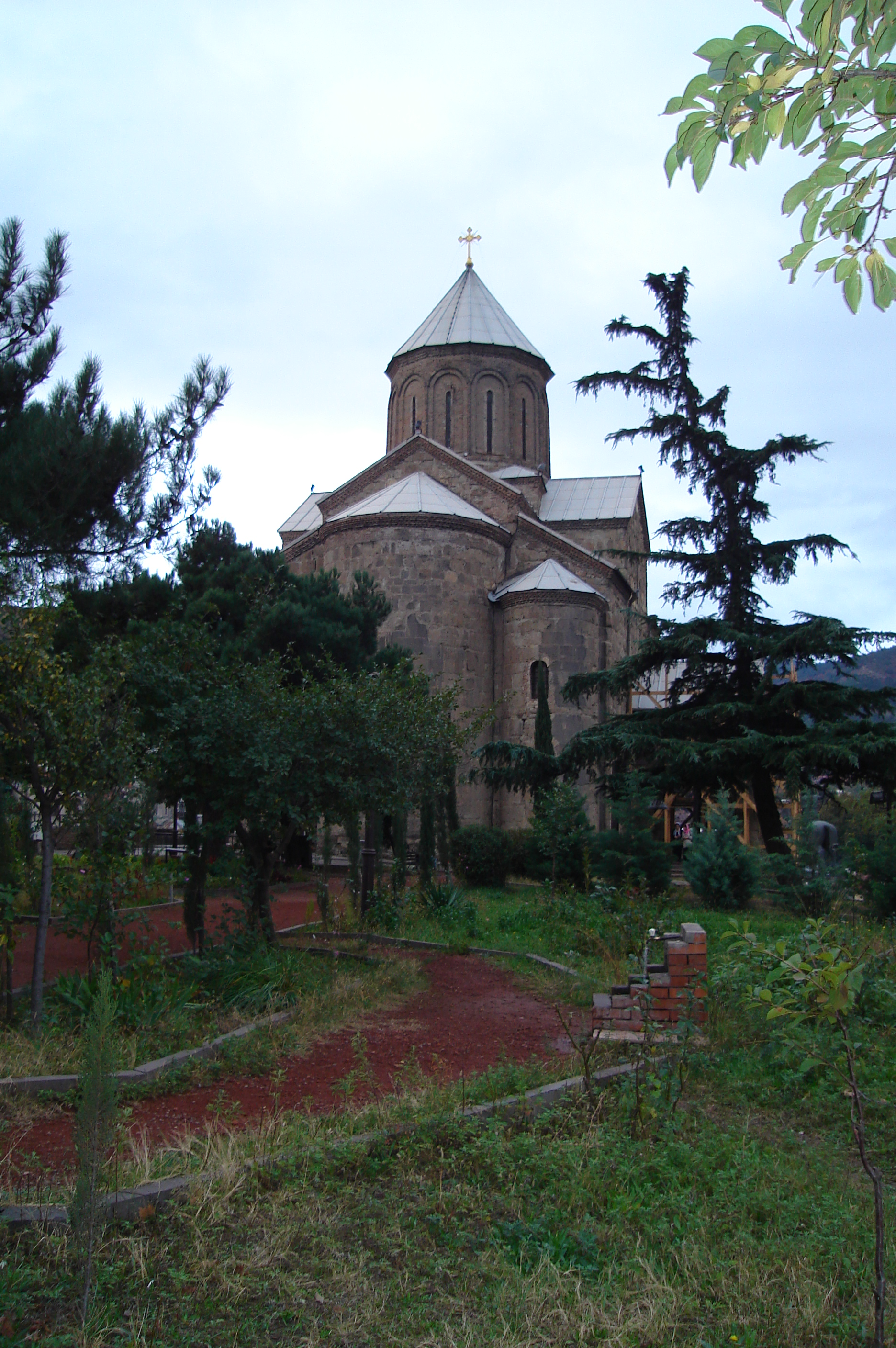
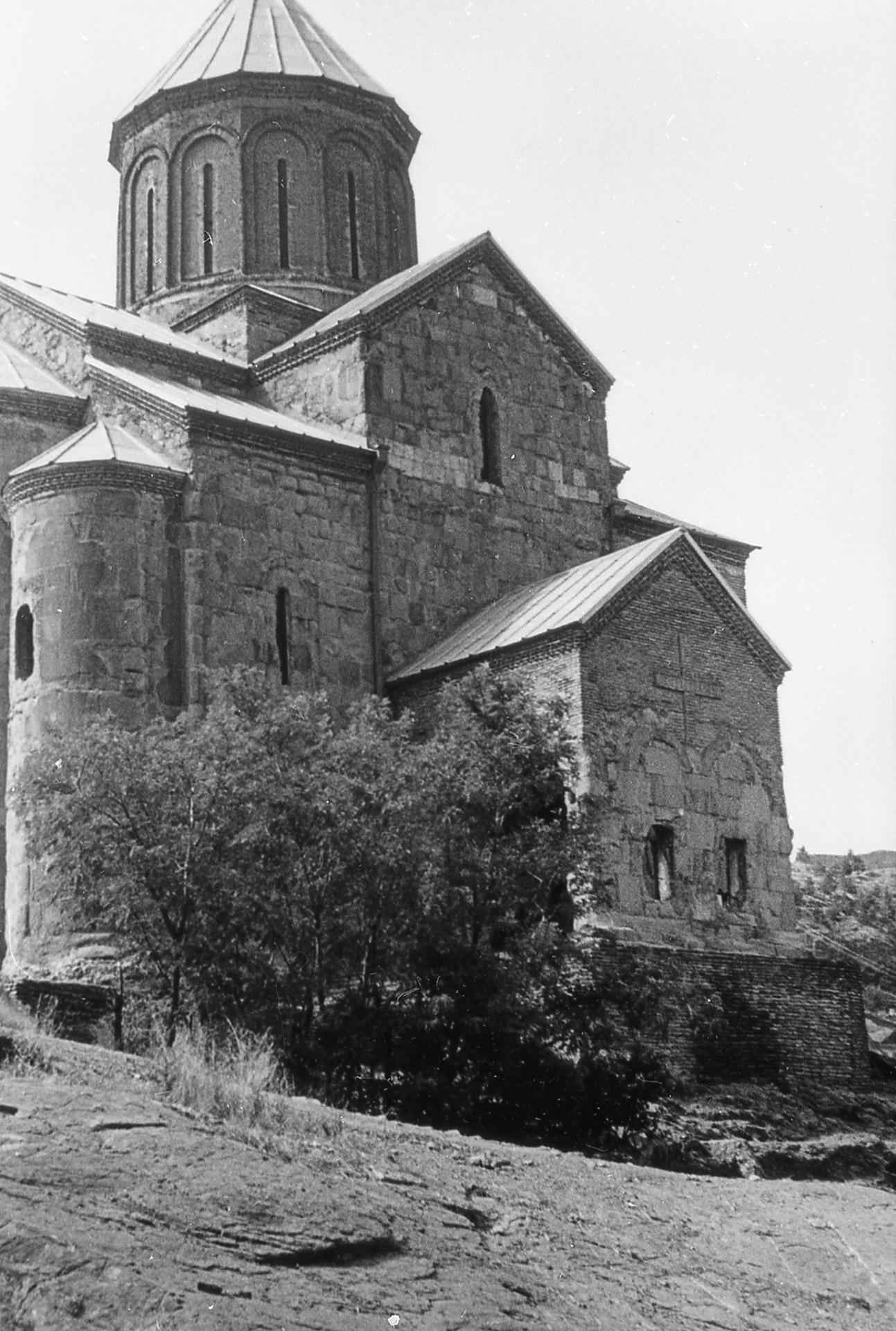
۱۹۷۹